# Ethnografisches Freilichtmuseum (Zielona Góra)

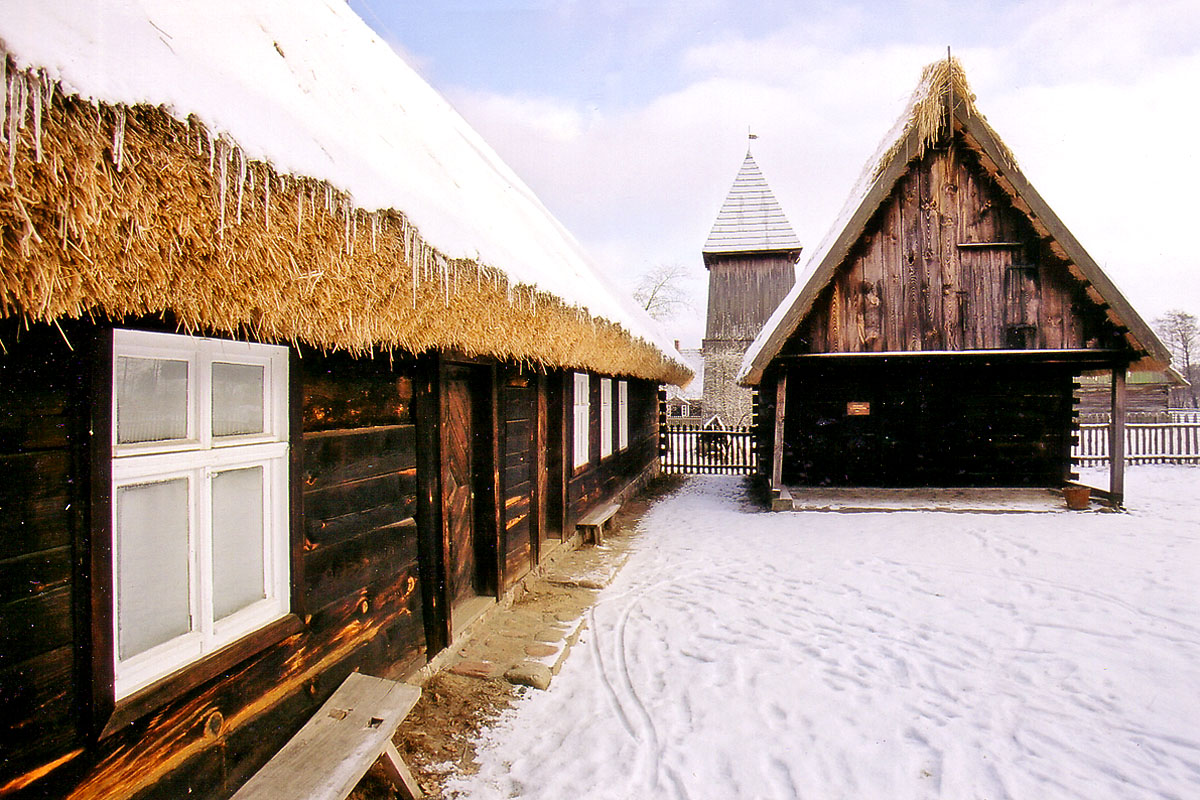
Ethnografisches Freilichtmuseum in Zielona Góra

Das Ethnografische Freilichtmuseum Zielona Góra (poln. Muzeum Etnograficzne w Zielonej Górze z siedzibą w Ochli) ist ein 1982 errichtetes Museum in Ochla in der Nähe der Stadt Zielona Góra (dt. Grünberg) in Polen. Das Museum informiert auch über den historischen Weinanbau in der Region.
In der Naturlandschaft liegen in der unmittelbaren Nähe von Wäldern, Teichen, Wiesen und Feldern verteilt auf einer Fläche von 113 ha verschiedene Objekte.

## Ziele
Darstellung des Landbaus aus den Gebieten von Großpolen, Niederschlesien, Ostlausitz und aus dem Lebuser Land. Als jüngstes Projekt ist derzeit der Wiederaufbau von Bauernhäusern aus der historischen Region Bukowina im Gange.

## Beiträge, Zeitungsartikel
- Izabela Taraszczuk: Witraże, biżuteria i sztuka dekoracyjna w skansenie w Ochli (Glasfenster, Schmuck und dekorative Kunst im Freilichtmuseum Ochla, die Grünberger Winzertraditionen, Glasfenster und Ölmalerei in der Ausstellung der Freystädter Künstlerin Elżbieta Altevogt, 20. Juni – 28. September 2014), Gazeta Lubuska, 20. August 2014, S. 11

Koordinaten: 51° 53′ 29″ N, 15° 28′ 13″ O